# Метсямикли
Ме́тсями́кли (фин. Metsämikli) — посёлок в составе Мийнальского сельского поселения Лахденпохского района Республики Карелия.

## Общие сведения
Расположен на берегу реки Ниванйоки.
В посёлке на месте старой финской ГЭС расположен водопад-каскад «Кривая труба» общей высотой падения 8 м.

## Население
| 2002 | 2009 | 2010 | 2013 |
| ---- | ---- | ---- | ---- |
| 90   | →90  | ↘68  | ↗88  |

## Улицы
- ул. Заречная
- ул. Центральная

## Галерея

Метсямикли
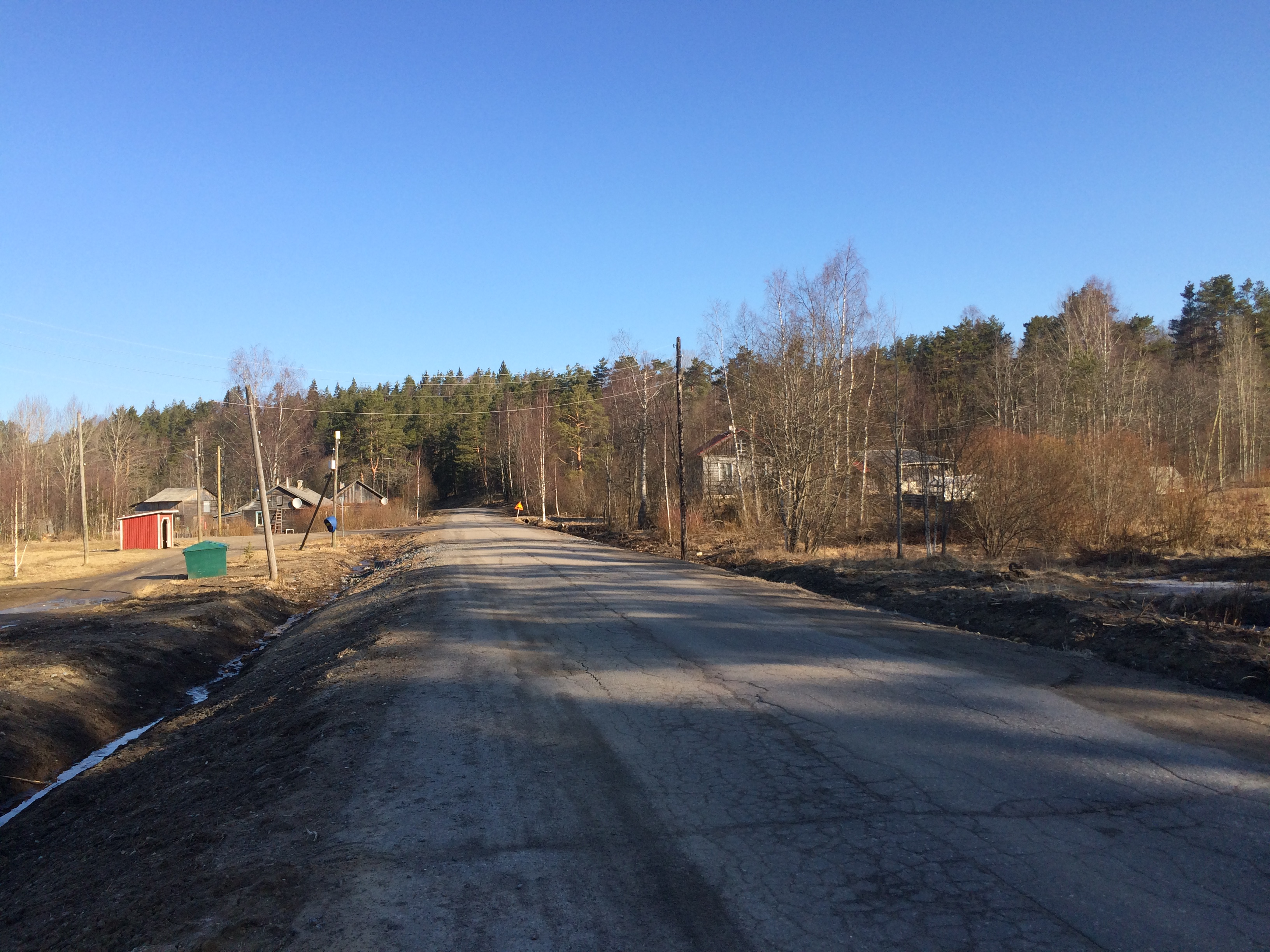
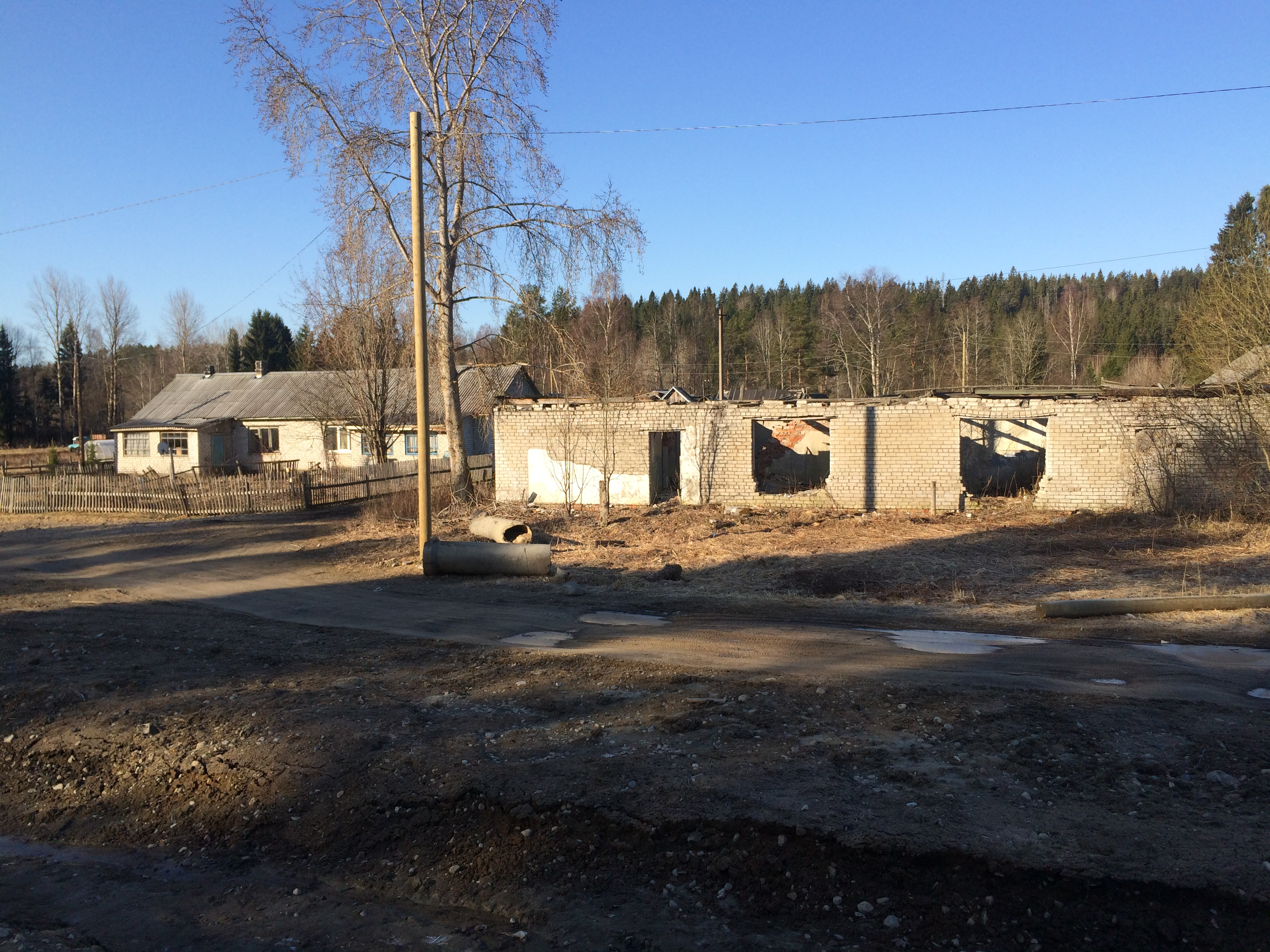
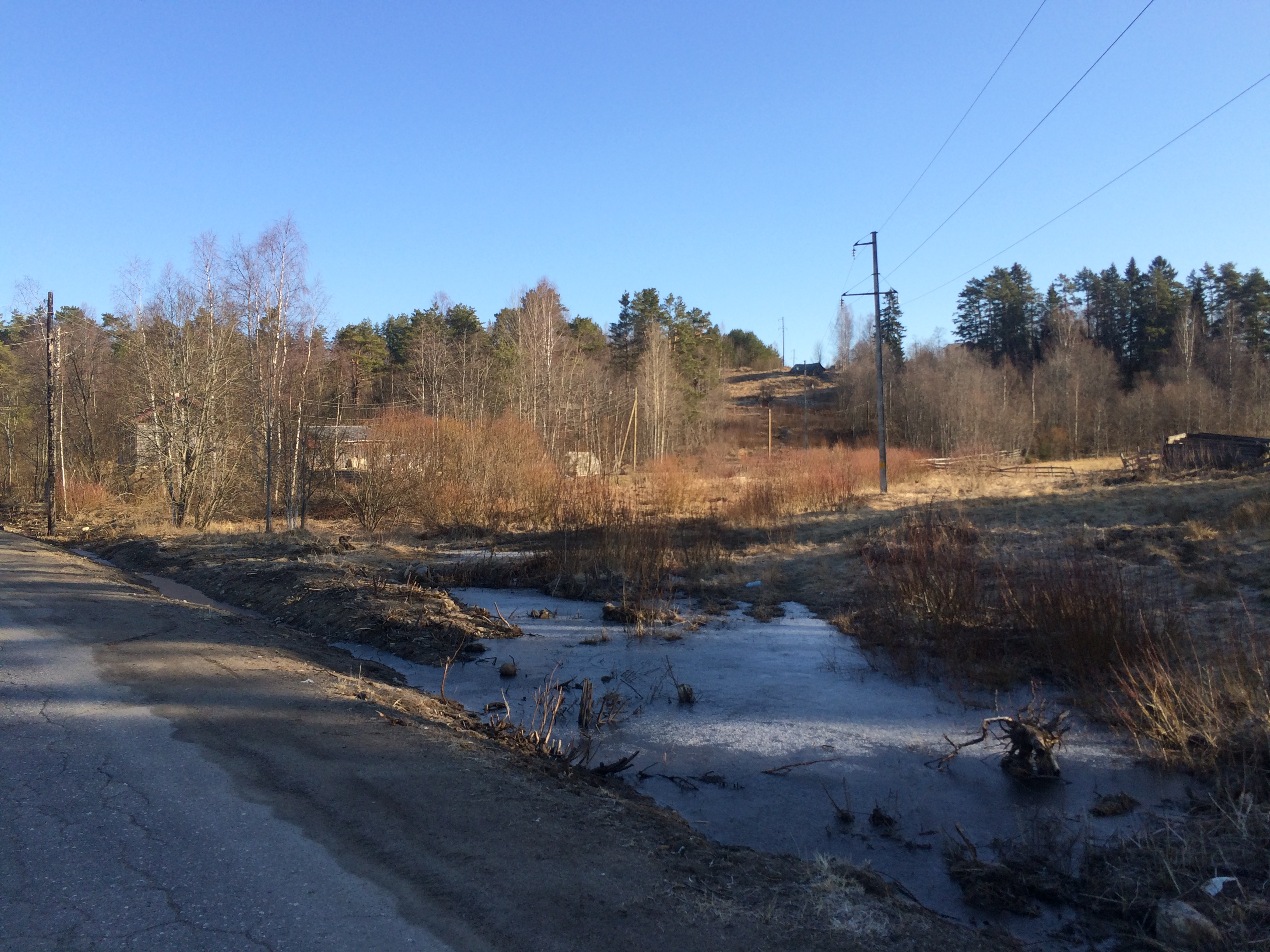